# Обстріли Берислава (червень 2025)
Ця стаття є частиною сторінки Обстріли Берислава (2025) з 24 лютого 2022 року, яка є частиною Історії Берислава та Обстрілів Берислава.
Обстріли Берислава за червень 2025 року — низка терористичних атак на місто Берислав та район військами РФ, що почалися під час російського вторгнення в Україну з 24 лютого 2022 року та тривають понині.
Берислав до вторгнення Росії в Україну був осередком освіти Херсонщини з двома коледжами.
Зараз місто зазнало значних руйнувань, заміновані околиці, відсутні комунальні послуги. Під час окупації в місті була гостра нестача продуктів та ліків. Після деокупації місто зазнало нових випробувань, зокрема, відсутності електроенергії та води. Зараз Берислав перебуває під постійними обстрілами, внаслідок яких багато будинків пошкоджено, є поранені та загиблі. Багато людей в місті відмовляються покидати свої домівки, незважаючи на обстріли.

## Хронологія

### 1 червня 2025 року
1 червня 2025 року російські військові здійснили артилерійські обстріли та атаки за допомогою безпілотників на території Бериславської, Новоолександрівської, Нововоронцовської, Милівської та Тягинської громад. Через обстріли постраждали низка населених пунктів, включаючи Берислав, Шляхове, Золота Балка, Нововоронцовка, Шевченківка, Дудчани, Нова Кам’янка, Тягинка, Львове та Одрадокам’янка. Внаслідок обстрілів пошкоджені житлові будинки та господарські споруди, а у Шевченківці ― об’єкт критичної інфраструктури, у Новій Кам’янці  ― адміністративна будівля. У Бериславі внаслідок атаки безпілотника поранення отримав 49–річний чоловік, якому було надано необхідну медичну допомогу. Інформацію надав начальник Бериславської районної військової адміністрації Володимир Літвінов.

### 2 червня 2025 року
2 червня 2025 року на території Бериславської, Новорайської, Новоолександрівської, Нововоронцовської та Тягинської громад зазнали обстрілів низка населених пунктів, включаючи Берислав, Шляхове, Новорайськ, Заможне, Гаврилівка, Шевченківка, Тягинка, Бургунка, Львове, Ольгівка та Одрадокам’янка. Артилерійські удари та атаки із застосуванням безпілотних літальних апаратів спричинили пошкодження житлових і господарських споруд. У Заможному постраждав об’єкт критичної інфраструктури, що призвело до відключення електропостачання у чотирьох населених пунктах Новорайської громади. Жертв і постраждалих серед цивільного населення немає. Інформацію надав начальник Бериславської районної військової адміністрації Володимир Літвінов.

### 3 червня 2025 року
3 червня 2025 року на території Бериславської, Новорайської, Новоолександрівської, Нововоронцовської, Милівської та Тягинської громад російські військові обстріляли Берислав, Новоберислав, Шляхове, Новорайськ, Червоний Маяк, Новоолександрівка, Золота Балка, Нововоронцовка, Осокорівка, Качкарівка та Тягинка. У Новорайську внаслідок обстрілу пошкоджено будинок культури, адміністративну будівлю, приватні магазини, лінії електропередач і житлові господарства. Виникла пожежа, яку ліквідували представники місцевих рятувальних служб. Артилерійські удари та атаки безпілотними літальними апаратами завдали шкоди житловій та господарській інфраструктурі у кількох населених пунктах. У районі Калинівського під час розмінування постраждав 39–річний працівник ДСНС, якому надали медичну допомогу та доправили до лікарні. Інформацію надав начальник Бериславської районної військової адміністрації Володимир Літвінов.

### 4 червня 2025 року
4 червня 2025 року на території Бериславської, Новорайської, Новоолександрівської, Милівської та Борозенської громад російські військові обстріляли Берислав, Шляхове, Червоний Маяк, Крупиця, Новоолександрівка, Золота Балка, Дудчани, Качкарівка та Чарівне. Артилерійські удари та атаки безпілотними літальними апаратами спричинили пошкодження житлових і господарських споруд. У Шляховому зафіксовано пошкодження критичної інфраструктури, а у Чарівному — загоряння сухої трави, яке було ліквідоване представниками місцевих рятувальних служб. У Бериславі виявлено тіло невідомого чоловіка, який, ймовірно, загинув унаслідок обстрілу. Його особа та обставини події встановлюються. Інформацію надав начальник Бериславської районної військової адміністрації Володимир Літвінов.

### 5 червня 2025 року
5 червня 2025 року на території Бериславської, Новорайської, Новоолександрівської, Нововоронцовської, Милівської та Тягинської громад російські військові обстріляли Берислав, Новоберислав, Монастирське, Новоолександрівка, Золота Балка, Михайлівка, Гаврилівка, Хрещенівка, Осокорівка, Дудчани, Качкарівка, Тягинка, Бургунка, Львове, Миколаївка, Ольгівка та Одрадокам’янка. Мінометні та артилерійські удари спричинили пошкодження житлових і господарських споруд, а також приватного транспорту. У Михайлівці зафіксовано пошкодження навчального закладу. У Бериславі внаслідок атаки безпілотника поранення отримав 47–річний чоловік, якому надали необхідну медичну допомогу та доправили до лікарні. Інформацію надав начальник Бериславської районної військової адміністрації Володимир Літвінов.

### 6 червня 2025 року
6 червня 2025 року на території Бериславської, Новорайської, Новоолександрівської, Нововоронцовської, Милівської та Тягинської громад російські військові обстріляли Берислав, Урожайне, Томарине, Новорайськ, Новоолександрівка, Гаврилівка, Золота Балка, Михайлівка, Осокорівка, Дудчани, Тягинка, Бургунка, Миколаївка, Ольгівка та Одрадокам’янка. Артилерійські удари та атаки безпілотними літальними апаратами спричинили пошкодження житлових і господарських споруд. У Бериславі внаслідок атаки безпілотника поранено 50–річну жінку, а в Урожайному — 20–річного чоловіка, який перебував на польових роботах. Постраждалим надали медичну допомогу та доправили до лікарні. Також у Бериславі виявлено тіло невідомого чоловіка віком приблизно 30–35 років. Його особа та обставини загибелі встановлюються. Інформацію надав начальник Бериславської районної військової адміністрації Володимир Літвінов.

### 7 червня 2025 року
7 червня 2025 року на території Бериславської, Новорайської, Новоолександрівської, Милівської та Тягинської громад російські військові обстріляли Берислав, Тараса Шевченка, Новорайськ, Червоний Маяк, Крупицю, Гаврилівку, Золоту Балку, Саблуківку, Тягинку, Бургунку, Львове, Матросівку, Миколаївку, Ольгівку та Одрадокам’янку. Артилерійські удари та атаки безпілотними літальними апаратами спричинили пошкодження житлових і господарських споруд. 5 червня 2025 року у Бериславі внаслідок обстрілу загинув 56–річний чоловік. Інформацію надав начальник Бериславської районної військової адміністрації Володимир Літвінов.

### 8 червня 2025 року
8 червня 2025 року на території Бериславської, Новорайської, Новоолександрівської, Нововоронцовської та Тягинської громад російські військові обстріляли Берислав, Новоберислав, Монастирське, Золоту Балку, Нововоронцовку, Осокорівку, Тягинку, Бургунку, Львове, Миколаївку, Ольгівку та Одрадокам’янку. Мінометні та артилерійські удари, а також атаки безпілотними літальними апаратами спричинили руйнування житлових і господарських споруд та приватного транспорту. У Нововоронцовці внаслідок удару БПЛА загорілася суха трава, пожежу ліквідували співробітники ДСНС. Жертв і постраждалих серед цивільного населення немає. Інформацію надав начальник Бериславської районної військової адміністрації Володимир Літвінов.

### 9 червня 2025 року
9 червня 2025 року населені пункти Бериславської, Новоолександрівської, Милівської та Тягинської територіальних громад зазнали російських артилерійських обстрілів та атак безпілотників. У результаті зазнали пошкоджень Берислав, Новоберислав, Новоолександрівка, Михайлівка, Гаврилівка, Милове, Качкарівка, Тягинка, Бургунка, Львове, Ольгівка та Одрадокам’янка. Пошкоджено приватні будинки та господарські споруди, зафіксовані пожежі. У селі Новоолександрівка внаслідок ураження БПЛА загорілася суха трава, вогонь поширився на територію сільськогосподарського підприємства. До ліквідації пожежі залучили місцеві служби. Жертв і постраждалих серед цивільного населення немає. Інформацію надав начальник Бериславської районної військової адміністрації Володимир Літвінов.

### 10 червня 2025 року
10 червня 2025 року на території Бериславської, Новоолександрівської, Милівської та Тягинської громад російські військові здійснили артилерійські обстріли та атаки безпілотними літальними апаратами. Постраждали населені пункти Берислав, Томарине, Золота Балка, Михайлівка, Милове, Дудчани, Тягинка, Бургунка, Львове, Ольгівка та Одрадокам’янка. Унаслідок обстрілів пошкоджено житлові будинки, господарські споруди та приватний транспорт. У Михайлівці зафіксовано знищення понад десяти приміщень, зокрема об’єкта критичної інфраструктури. Поблизу Милового сталося займання сухої рослинності на території національного природного парку «Кам’янська Січ», пожежу ліквідовано підрозділами ДСНС та добровільної пожежної охорони. Жертв і постраждалих серед цивільного населення немає. Інформацію надав начальник Бериславської районної військової адміністрації Володимир Літвінов.

### 11 червня 2025 року
11 червня 2025 року на території Бериславської, Новорайської, Новоолександрівської, Нововоронцовської, Милівської та Тягинської громад російські військові здійснили артилерійські обстріли та атаки безпілотними літальними апаратами. Постраждали населені пункти Берислав, Новоберислав, Шляхове, Зміївка, Томарине, Новорайськ, Костирка, Степне, Новоолександрівка, Гаврилівка, Нововоронцовка, Хрещенівка, Шевченківка, Осокорівка, Милове, Дудчани, Тягинка, Бургунка, Львове, Ольгівка та Одрадокам’янка. У результаті пошкоджено житлові будинки, господарські споруди, приватний транспорт і об’єкти критичної інфраструктури, зокрема у Хрещенівці. Зафіксовано численні займання сухої рослинності, серед іншого — на території національного природного парку «Кам’янська Січ». Гасіння проводили працівники ДСНС, місцевих та добровільних пожежних підрозділів. Під час роздачі гуманітарної допомоги в Новоолександрівській громаді внаслідок атаки дронів сталося займання будівлі, яке оперативно ліквідували. Внаслідок обстрілів постраждали п’ятеро цивільних осіб, серед них мешканці Берислава, Дудчанів, Гаврилівки та району біля Костирки. Усі поранені отримали медичну допомогу. Під час евакуації однієї з постраждалих унаслідок удару FPV–дроном був пошкоджений поліцейський автомобіль. Інформацію надав начальник Бериславської районної військової адміністрації Володимир Літвінов.

### 12 червня 2025 року
12 червня 2025 року на території Бериславської, Новоолександрівської, Нововоронцовської, Милівської та Тягинської громад зазнали російських артилерійських обстрілів та атак безпілотників. У результаті зазнали пошкоджень Берислав, Новоолександрівка, Осокорівка, Дудчани, Тягинка, Бургунка, Високе, Львове, Миколаївка та Одрадокам’янка. Пошкоджено житлові будинки, господарські споруди та приватний транспорт. У Осокорівці виникла пожежа в житловому та підсобному приміщеннях. У Дудчанах поранено 70–річного чоловіка, якому надано медичну допомогу. Інформацію надав начальник Бериславської районної військової адміністрації Володимир Літвінов.

### 13 червня 2025 року
13 червня 2025 року населені пункти Бериславської, Новорайської, Новоолександрівської та Милівської територіальних громад зазнали російських артилерійських обстрілів та атак безпілотників. У результаті обстрілів постраждали Берислав, Томарине, Монастирське, Новоолександрівка, Дудчани та Качкарівка. У Новоолександрівці внаслідок авіаудару пошкоджено навчальний заклад і пункт незламності. Зафіксовано пошкодження житлових і господарських споруд, приватного транспорту та займання сухої рослинності у Томариному й Новоолександрівка. Жертв і постраждалих серед цивільного населення немає. Інформацію надав начальник Бериславської районної військової адміністрації Володимир Літвінов.

### 14 червня 2025 року
14 червня 2025 року населені пункти Бериславської, Новоолександрівської та Тягинської громад зазнали російських мінометних та артилерійських обстрілів та атак безпілотників. У результаті обстрілів постраждали Берислав, Новоберислав, Томарине, Новоолександрівка, Тягинка, Бургунка та Львове. Унаслідок обстрілів пошкоджено житлові будинки та господарські споруди, зафіксовані займання. У Бериславі через атаку безпілотника поранено 57–річного чоловіка, якому надано медичну допомогу. Інформацію надав начальник Бериславської районної військової адміністрації Володимир Літвінов.

### 15 червня 2025 року
15 червня 2025 року населені пункти Бериславської, Новорайської, Милівської та Тягинської громад зазнали російських артилерійський обстрілів та ударів з реактивних систем залпового вогню. Постраждали населені пункти Берислав, Новорайськ, Милове, Дудчани, Тягинка та Одрадокам’янка. Унаслідок обстрілів пошкоджено житлові будинки та господарські споруди. У Новорайську зафіксовано пошкодження ліній електропередач, що призвело до відключення п’яти населених пунктів, а також пошкодження території фермерського господарства. Жертв і постраждалих серед цивільного населення немає. Інформацію надав начальник Бериславської районної військової адміністрації Володимир Літвінов.

### 16 червня 2025 року
16 червня 2025 року на території Бериславської, Новоолександрівської, Нововоронцовської, Милівської та Тягинської громад зазнали російських артилерійських обстрілів та атак безпілотними літальними апаратами. Постраждали населені пункти Берислав, Новоберислав, Новоолександрівка, Дудчани, Осокорівка, Тягинка, Львове та Одрадокам’янка. Унаслідок обстрілів пошкоджено житлові будинки та господарські споруди. У Новоолександрівці зафіксовано пошкодження приміщення навчального закладу. Жертв і постраждалих серед цивільного населення немає. Інформацію надав начальник Бериславської районної військової адміністрації Володимир Літвінов.

### 17 червня 2025 року
17 червня 2025 року населені пункти Бериславської, Новоолександрівської, Милівської та Тягинської територіальних громад зазнали російських танкових та артилерійських обстрілів, а також атак безпілотними літальними апаратами. Постраждали населені пункти Берислав, Шляхове, Новоолександрівка, Гаврилівка, Новокаїри, Тягинка, Бургунка, Львове, Миколаївка, Ольгівка та Одрадокам’янка. Пошкоджено житлові будинки, господарські споруди та приватний транспорт. Зафіксовано займання. Унаслідок обстрілів загинули 52–річний чоловік у Бериславі та 61–річний чоловік у Новокаїрах. Поранено двох чоловіків віком 66 і 40 років у Новоолександрівці, постраждалим надали медичну допомогу. Інформацію надав начальник Бериславської районної військової адміністрації Володимир Літвінов.

### 18 червня 2025 року
18 червня 2025 року на території Бериславської, Новорайської, Новоолександрівської, Милівської та Тягинської громад зафіксовано російські артилерійські та мінометні обстріли, а також атаки безпілотниками. Постраждали населені пункти Берислав, Зміївка, Новорайськ, Заможне, Новоолександрівка, Золота Балка, Новокаїри, Тягинка, Бургунка, Львове, Миколаївка, Ольгівка та Одрадокам’янка. Унаслідок обстрілів пошкоджено житлові та господарські споруди. У Новоолександрівці пошкоджено адміністративну будівлю, знищено будинок культури. У Новокаїрах зафіксовано займання на території національного парку. Поранення отримали 57–річна жінка у Бериславі та 35–річний чоловік у Вірівці під час спроби знешкодження дрона. Постраждалим надано медичну допомогу. Інформацію надав начальник Бериславської районної військової адміністрації Володимир Літвінов.

### 19 червня 2025 року
19 червня 2025 року на території Бериславської, Милівської та Тягинської громад зафіксовано російські мінометні, артилерійські обстріли та атаки безпілотниками. Постраждали населені пункти Берислав, Шляхове, Дудчани, Новокаїри, Качкарівка, Тягинка, Бургунка, Миколаївка та Ольгівка. Унаслідок обстрілів пошкоджено житлові будинки, господарські споруди, приватний транспорт. У Бериславі зафіксовано пошкодження навчального закладу, у Новокаїрах — дитячого садка. Жертв і постраждалих серед цивільного населення немає. Інформацію надав начальник Бериславської районної військової адміністрації Володимир Літвінов.

### 20 червня 2025 року
20 червня 2025 року на території Бериславської, Милівської, Борозенської та Тягинської громад зафіксовано російські артилерійські обстріли та атаки безпілотними літальними апаратами. Постраждали населені пункти Берислав, Новокаїри, Червоний Яр, Красносільське, Тягинка, Бургунка, Миколаївка, Ольгівка та Одрадокам’янка. Унаслідок обстрілів пошкоджено житлові будинки, господарські споруди, а також заклад дошкільної освіти в Новокаїрах. Біля Червоного Яру зафіксовано загоряння пшеничного поля, знищено близько 100 гектарів посівів. Пожежу ліквідовано силами ДСНС. Жертв і постраждалих серед цивільного населення немає. Інформацію надав начальник Бериславської районної військової адміністрації Володимир Літвінов.

### 21 червня 2025 року
21 червня 2025 року на території Бериславської, Новорайської, Новоолександрівської, Нововоронцовської, Милівської та Тягинської громад зафіксовано російські артилерійські обстріли та атаки безпілотниками. Постраждали населені пункти Берислав, Червоний Маяк, Новоолександрівка, Гаврилівка, Осокорівка, Дудчани, Суханове, Тягинка, Бургунка, Львове, Миколаївка та Ольгівка. Унаслідок атак пошкоджено житлові будинки, господарські споруди, а також зафіксовано пожежу на території національного парку поблизу Суханового. Жертв і постраждалих серед цивільного населення немає. Інформацію надав начальник Бериславської районної військової адміністрації Володимир Літвінов.

### 22 червня 2025 року
22 червня 2025 року на території Бериславської, Новорайської, Нововоронцовської, Милівської та Тягинської громад зафіксовано російські артилерійські обстріли й атаки безпілотниками. Постраждали населені пункти Берислав, Шляхове, Томарине, Костирка, Осокорівка, Нова Кам’янка, Тягинка, Бургунка, Львове, Миколаївка та Одрадокам’янка. Унаслідок обстрілів пошкоджено житлові будинки й господарські споруди. Поблизу Шляхового та Костирки зафіксовано займання сухої рослинності. У Бериславі внаслідок удару безпілотника загинув 46–річний чоловік. Інформацію надав начальник Бериславської районної військової адміністрації Володимир Літвінов.

### 23 червня 2025 року
23 червня 2025 року на території Бериславської, Новорайської, Нововоронцовської, Новоолександрівської, Милівської та Тягинської громад зафіксовано російські танкові, артилерійські обстріли та атаки безпілотними літальними апаратами. Постраждали населені пункти Берислав, Червоний Маяк, Нововоронцовка, Осокорівка, Біляївка, Гаврилівка, Золота Балка, Милове, Дудчани, Качкарівка, Тягинка, Бургунка, Вірівка та Одрадокам’янка. Унаслідок атак пошкоджено житлові будинки, господарські споруди та приватний транспорт. У Дудчанах внаслідок удару безпілотника пошкоджено будівлю спортивного залу. Жертв і постраждалих серед цивільного населення немає. Інформацію надав начальник Бериславської районної військової адміністрації Володимир Літвінов.

### 24 червня 2025 року
24 червня 2025 року на території Бериславської, Новорайської, Новоолександрівської та Тягинської громад зафіксовано танкові й артилерійські обстріли, а також атаки безпілотниками. Постраждали населені пункти Берислав, Шляхове, Томарине, Тараса Шевченка, Новорайськ, Костирка, Гаврилівка, Золота Балка, Михайлівка, Тягинка та Одрадокам’янка. Унаслідок обстрілів пошкоджено житлові та господарські споруди. У Новорайську і Костирки зафіксовано ураження об’єктів критичної інфраструктури. Крім того, 21 червня поблизу траси між Бериславом та Новорайськом загинув 66–річний чоловік, ймовірно внаслідок удару безпілотника. Інформацію надав начальник Бериславської районної військової адміністрації Володимир Літвінов.

### 25 червня 2025 року
25 червня 2025 року на території Бериславської, Новорайської, Новоолександрівської, Нововоронцовської, Милівської та Тягинської громад зафіксовано російські артилерійські обстріли та атаки безпілотниками. Постраждали населені пункти Берислав, Томарине, Новорайськ, Червоний Маяк, Качкарівка, Новоолександрівка, Гаврилівка, Михайлівка, Осокорівка, Милове, Дудчани, Суханове, Червоний Яр, Тягинка, Ольгівка та Одрадокам’янка. Унаслідок обстрілів зазнали пошкоджень житлові будинки, господарські споруди, об’єкт критичної інфраструктури та приміщення поштового відділення у Новорайську. Зафіксовано займання на відкритій території між селами Суханове та Червоний Яр. У Червоному Маяку внаслідок удару безпілотника загинув 55–річний чоловік. Поблизу Білогірці внаслідок підриву на вибухонебезпечному предметі поранено двох чоловіків віком 47 і 38 років. Усім постраждалим надано медичну допомогу. Інформацію надано начальник Бериславської районної військової адміністрації Володимир Літвінов.

### 26 червня 2025 року
26 червня 2025 року на території Бериславської, Милівської та Тягинської громад зафіксовано російські артилерійські обстріли та атаки безпілотниками. Постраждали населені пункти Берислав, Дудчани, Тягинка, Львове, Ольгівка та Одрадокам’янка. Унаслідок обстрілів пошкоджено житлові будинки, господарські споруди та адміністративну будівлю в Бериславі. Внаслідок атаки безпілотника поранено 76–річну жінку, якій надано медичну допомогу. Інформацію надав начальник Бериславської районної військової адміністрації Володимир Літвінов.

### 27 червня 2025 року
27 червня 2025 року на території Бериславської, Новорайської, Новоолександрівської, Милівської та Тягинської громад зафіксовано російські артилерійські обстріли та атаки безпілотниками. Постраждали населені пункти Берислав, Червоний Маяк, Новоолександрівка, Гаврилівка, Золота Балка, Милове, Дудчани, Осокорівка, Тягинка, Вірівка, Львове, Ольгівка та Одрадокам’янка. Унаслідок обстрілів пошкоджено житлові будинки, господарські споруди та приватні транспортні засоби. У Миловому згоріло понад 15 домоволодінь, у Осокорівці пошкоджено будівлю закладу громадського харчування. Жертв і постраждалих серед цивільного населення немає. Інформацію надав начальник Бериславської районної військової адміністрації Володимир Літвінов.

### 28 червня 2025 року
28 червня 2025 року на території Бериславської, Новоолександрівської та Тягинської громад зафіксовано російські артилерійські обстріли та атаки безпілотниками. Постраждали населені пункти Берислав, Новоолександрівка, Золота Балка, Михайлівка та Тягинка. Унаслідок атак пошкоджено житлові будинки та господарські споруди. Жертв і постраждалих серед цивільного населення немає. Інформацію надав начальник Бериславської районної військової адміністрації Володимир Літвінов.

### 29 червня 2025 року
29 червня 2025 року на території Бериславської, Новорайської, Нововоронцовської, Милівської та Тягинської громад зафіксовано російські артилерійські обстріли та атаки безпілотниками. Постраждали населені пункти Берислав, Червоний Маяк, Нововоронцовка, Осокорівка, Милове, Бургунка, Миколаївка та Одрадокам’янка. Унаслідок обстрілів пошкоджено житлові будинки, господарські споруди та об’єкт критичної інфраструктури в Нововоронцовці. У Бериславі внаслідок атаки безпілотника загинув 48–річний чоловік. Інформацію надав начальник Бериславської районної військової адміністрації Володимир Літвінов.

### 30 червня 2025 року
30 червня 2025 року на території Бериславської, Новорайської, Новоолександрівської, Нововоронцовської, Милівської та Тягинської громад зафіксовано російські артилерійські обстріли та атаки безпілотниками. Постраждали населені пункти Берислав, Монастирське, Новоолександрівка, Гаврилівка, Біляївка, Осокорівка, Дудчани, Суханове, Тягинка, Бургунка, Вірівка, Львове, Ольгівка та Одрадокам’янка. Пошкоджено житлові будинки, господарські споруди, а також адміністративну будівлю сільськогосподарського підприємства в Новоолександрівці. У Сухановому внаслідок пожежі знищено 5 тонн пшениці, поза межами села — 15 гектарів посівів і 10 гектарів сухої рослинності. Поблизу Біляївки горіла лісосмуга. Гасіння здійснювали підрозділи ДСНС, місцева та добровільна пожежна охорона. У Осокорівці внаслідок обстрілу поранено 40–річну жінку, якій надано медичну допомогу. Інформацію надав начальник Бериславської районної військової адміністрації Володимир Літвінов.